# Lista chorążych reprezentacji Stanów Zjednoczonych na igrzyskach olimpijskich
Lista chorążych reprezentacji Stanów Zjednoczonych na igrzyskach olimpijskich – lista zawodników i zawodniczek reprezentacji Stanów Zjednoczonych, którzy podczas ceremonii otwarcia nowożytnych igrzysk olimpijskich nieśli flagę amerykańską.

## Chronologiczna lista chorążych
| Lp. | Rok i miejsce           | Chorąży               | Dyscyplina                           |
| --- | ----------------------- | --------------------- | ------------------------------------ |
| 1   | 1896, Ateny             | b.d.                  |                                      |
| 2   | 1900, Paryż             | b.d.                  |                                      |
| 3   | 1904, Saint Louis       | b.d.                  |                                      |
| 4   | 1908, Londyn            | Ralph Rose            | Lekkoatletyka                        |
| 5   | 1912, Sztokholm         | George Bonhag         | Lekkoatletyka                        |
| 6   | 1920, Antwerpia         | Patrick McDonald      | Lekkoatletyka                        |
| 7   | 1924, Charnonix         | Clarence Abel         | Hokej na lodzie                      |
| 8   | 1924, Paryż             | Patrick McDonald      | Lekkoatletyka                        |
| 9   | 1928, Sankt Moritz      | Godfrey Dewey         |                                      |
| 10  | 1928, Amsterdam         | Clarence Houser       | Lekkoatletyka                        |
| 11  | 1932, Lake Placid       | Billy Fiske           | Bobsleje                             |
| 12  | 1932, Los Angeles       | Morgan Taylor         | Lekkoatletyka                        |
| 13  | 1936, Innsbruck         | Rolf Monsen           | Biegi narciarskie, Skoki narciarskie |
| 14  | 1936, Berlin            | Al Jochim             | Gimnastyka sportowa                  |
| 15  | 1948, Sankt Moritz      | Jack Heaton           | Skeleton, Bobsleje                   |
| 16  | 1948, Londyn            | Ralph Craig           | Lekkoatletyka                        |
| 17  | 1952, Oslo              | Jim Bickford Jr.      | Bobsleje                             |
| 18  | 1952, Helsinki          | Norman Cohn-Armitage  | Szermierka                           |
| 19  | 1956, Cortina d'Ampezzo | Jim Bickford Jr.      | Bobsleje                             |
| 20  | 1956, Melbourne         | Norman Cohn-Armitage  | Szermierka                           |
| 21  | 1960, Squaw Valley      | Don McDermott         | Łyżwiarstwo szybkie                  |
| 22  | 1960, Rzym              | Rafer Johnson         | Lekkoatletyka                        |
| 23  | 1964, Innsbruck         | Bill Disney           | Łyżwiarstwo szybkie                  |
| 24  | 1964, Tokio             | Parry O’Brien         | Lekkoatletyka                        |
| 25  | 1968, Grenoble          | Terry McDermott       | Łyżwiarstwo szybkie                  |
| 26  | 1968, Meksyk            | Jan York-Romary       | Szermierka                           |
| 27  | 1972, Sapporo           | Dianne Holum          | Łyżwiarstwo szybkie                  |
| 28  | 1972, Monachium         | Olga Connolly         | Lekkoatletyka                        |
| 29  | 1976, Innsbruck         | Cindy Nelson          | Narciarstwo alpejskie                |
| 30  | 1976, Montreal          | Gary Hall             | pływanie                             |
| 31  | 1980, Lake Placid       | Scott Hamilton        | Łyżwiarstwo figurowe                 |
| 32  | 1984, Sarajewo          | Frank Masley          | Saneczkarstwo                        |
| 33  | 1984, Los Angeles       | Ed Burke              | Lekkoatletyka                        |
| 34  | 1988, Calgary           | Lyle Nelson           | Biathlon                             |
| 35  | 1988, Seul              | Evelyn Ashford        | Lekkoatletyka                        |
| 36  | 1992, Albertville       | Bill Koch             | Biegi narciarskie                    |
| 37  | 1992, Barcelona         | Francie Larrieu-Smith | Lekkoatletyka                        |
| 38  | 1994, Lillehammer       | Cammy Myler           | Saneczkarstwo                        |
| 39  | 1996, Atlanta           | Bruce Baumgartner     | Zapasy                               |
| 40  | 1998, Nagano            | Eric Flaim            | Łyżwiarstwo szybkie, Short track     |
| 41  | 2000, Sydney            | Cliff Meidl           | Kajakarstwo                          |
| 42  | 2002, Salt Lake City    | Amy Peterson          | Short track                          |
| 43  | 2004, Ateny             | Dawn Staley           | Koszykówka                           |
| 44  | 2006, Turyn             | Chris Witty           | Łyżwiarstwo szybkie                  |
| 45  | 2008, Pekin             | Lopez Lomong          | Lekkoatletyka                        |
| 46  | 2010, Vancouver         | Mark Grimmette        | Saneczkarstwo                        |
| 47  | 2012, Londyn            | Mariel Zagunis        | Szermierka                           |
| 48  | 2014, Soczi             | Todd Lodwick          | Kombinacja norweska                  |
| 49  | 2016, Rio de Janeiro    | Michael Phelps        | pływanie                             |
| 50  | 2018, Pjongczang        | Erin Hamlin           | Saneczkarstwo                        |
| 51  | 2020, Tokio             | Sue Bird              | Koszykówka                           |
| 51  | 2020, Tokio             | Eduardo Alvarez       | Baseball                             |
| 52  | 2022, Pekin             | John Shuster          | Curling                              |
| 52  | 2022, Pekin             | Elana Meyers-Taylor   | Bobsleje                             |